# Taraxacum penicilliforme
Taraxacum penicilliforme — вид рослин з родини айстрових (Asteraceae), поширений у Євразії від Польщі й Фінляндії до західного Сибіру.

## Поширення
Поширений у Євразії від Польщі й Фінляндії до західного Сибіру.